# Nike 10k
A Nike 10k é uma prova de corrida com percurso de 10 quilômetros, promovida pela marca Nike, entre diversas cidades da América Latina.
A proposta do evento é unir esporte e música em uma mesma prova, espalhando DJ's ao longo do percurso para incentivar os atletas.
A terceira e última edição contou com cerca de 120 mil participantes, e foi realizada nas cidades de São Paulo, Montevidéu, Buenos Aires, Santiago, Lima, Guayaquil, Bogotá, Caracas e Cidade do México.
Em 2007, a prova será realizada no dia 11 de novembro, e novamente terá como característica reunir tanto corredores profissionais como amadores, em diversas cidades da América do Sul.